# امیوز کورپوریشن
امیوز کورپوریشن (انگلیسی: Amuze Corporation) شرکت بازی  سوئدی است، که در سال ۱۹۹۶ تأسیس شد.